# 有種罪犯叫休班警察
《有種罪犯叫休班警察》，是一本社會科學書籍，由《熱血時報》編著，載有88宗香港警察犯罪實錄，箇中包括休班警之犯罪記錄。

## 背景

### 雨傘運動期間警察行為爭議
2014年雨傘運動期間，警察的行為被批評，當中例子有七名警員將一名示威者抬到暗角拳打腳踢，以及警員朱經緯以警棍毆打途人一事。時任警務處處長曾偉雄稱，警員沒有做錯，又說「警員像慈母一樣保護示威者」。有媒體認為這樣破壞了警察的公信力，使前線警員與市民置於對立面，令市民不再尊重警察。

### 警察被指以無理暴力對待記者
有傳媒報導警察有對記者使用不合理暴力對待，相關事件包括：
2016年2月9日凌晨，有一名《明報》記者在採訪期間在表明其記者身分後，遭警員用警棍毆打後腦及腳踢，使一些傳媒（包括《明報》、香港電台、社會記錄頻道、《本土新聞》、社會聯合媒體、香港獨立媒體）以及記者組織（包括香港電台節目製作人員工會、明報職工協會、香港記者協會）譴責警察行為，並使一些傳媒（包括社會記錄頻道、《本土新聞》、社會聯合媒體、香港獨立媒體）指責警察嚴重損害新聞採訪自由，以及記者組織（包括明報職工協會、香港電台節目製作人員工會）指責警察阻礙正常採訪或破壞新聞自由，被指破壞記者對警方的信任。

### 休班警犯罪
2016年，有媒體報導休班警犯罪頻率極高，犯罪行為包括非禮、偷窺、盜竊、醉駕，甚至傷人等，認為警察公信力已經蕩然無存。

## 影響

### 出版社宣稱遭恐嚇
此書於2017年1月開始發售，出版此書之《熱血時報》表示他們於2月2日遭恐嚇，收到恐嚇信。

### 出版社宣稱帶動年宵生意
《熱血時報》節目主持表示《熱血時報》於2017年年宵生意之所以算是不俗 ，乃因《有種罪犯叫休班警察》吸引了不少人 來買，帶動其年宵的生意 。

## 評論
- 2017年1月18日，香港理工大學應用社會科學系專任導師、立法會議員－鄭松泰指，《有種罪犯叫休班警察》比犯罪小說更離奇。[21]

- 2017年1月25日，《東方日報》「正論」對於有一本書嘅名係《有種罪犯叫休班警察》指：「不錯，如果穿上制服扮演罪惡剋星，除下制服卻化身罪犯，豈不是兵賊難分？」。[22]

- 2017年1月26日，傳媒工作者程萬里指：「諷刺警方的新書《有種罪犯叫休班警察》最近熱銷，足見民怨之大」。[23]

- 2017年1月26日，法國國際廣播電台記者甄樹基將《有種罪犯叫休班警察》以及警察牽涉罪案之關係形容為，「無巧不成書」。[24]

- 2017年1月27號，評論員香桐仁指，有人出《有種罪犯叫休班警察》是因為警方涉及的並非小錯。[25]